# Campeonato Europeo de Polo
El Campeonato Europeo de Polo es el torneo de polo a nivel selecciones más importante de Europa, organizado directamente por la Federación Internacional de Polo (FIP). Este campeonato se disputa cada dos años, aunque hubo un tiempo en que se disputaba cada tres años. 
El primer campeonato se disputó en St. Moritz, Suiza, en 1993. La Selección de polo de Inglaterra es el equipo que más veces ha sido campeón, con un total de seis campeonatos.  El campeón Europeo de Polo tras ganar el XI campeonato de 2016 en Berlín fue el equipo de Irlanda. En 2018, el equipo italiano ganó el XII. FIP Campeonato de Polo Europeo de Polo y el equipo alemán de Polo Femenino se proclamó Campeón de Europa 2018 en el II. FIP Campeonato Femenino de Polo Europeo.

## Resultados
| Edición   | Sede                              | Campeón    | Finalista    | Tercero      |
| --------- | --------------------------------- | ---------- | ------------ | ------------ |
| I 1993    | San Moritz (Suiza)                | Inglaterra | Italia       | Suiza        |
| II 1995   | Amberes (Bélgica)                 | Inglaterra | Alemania     | Suiza        |
| III 1997  | Milán (Italia)                    | Inglaterra | Italia       | España       |
| IV 1999   | Chantilly (Francia)               | Inglaterra | Irlanda      | Alemania     |
| V 2002    | Roma (Italia)                     | Francia    | Países Bajos | Suecia       |
| VI 2005   | Vreeland (Países Bajos)           | Italia     | Inglaterra   | Países Bajos |
| VII 2008  | Gross-Aspern Offenseth (Alemania) | Inglaterra | Francia      | Bélgica      |
| VIII 2010 | Ebreichsdorf (Austria)            | Francia    | España       | Inglaterra   |
| IX 2012   | Sotogrande (España)               | España     | Austria      | Irlanda      |
| X 2014    | Chantilly (Francia)               | Inglaterra | Irlanda      | Francia      |
| XI 2016   | Berlín (Alemania)                 | Irlanda    | Francia      | Alemania     |
| XII 2018  | Villa a Sesta (Italia)            | Italia     | Azerbaiyán   | Irlanda      |
| XIII 2021 | San Roque (España)                | Italia     | Austria      | España       |
| XIV 2023  | Dusseldorf (Alemania)             | España     | Azerbaiyán   | Alemania     |

### Equipos
| #   | Equipo       | Campeón                                 | Vicecampeón     | Tercero               |
| --- | ------------ | --------------------------------------- | --------------- | --------------------- |
| 1°  | Inglaterra   | 6 (1993, 1995, 1997, 1999, 2008 y 2014) | 1 (2005)        | 1 (2010)              |
| 2°  | Italia       | 3 (2005, 2018 y 2021)                   | 2 (1993 y 1997) |                       |
| 3°  | Francia      | 2 (2002 y 2010)                         | 2 (2008 y 2016) | 1 (2014)              |
| 4°  | España       | 2 (2012 y 2023)                         | 1 (2010)        | 2 (1997 y 2021)       |
| 5°  | Irlanda      | 1 (2016)                                | 2 (1999 y 2014) | 2 (2012 y 2018)       |
| 6°  | Austria      | -                                       | 2 (2012 y 2021) | -                     |
| 7°  | Azerbaiyán   | -                                       | 2 (2018 y 2023) | -                     |
| 8°  | Alemania     | -                                       | 1 (1995)        | 3 (1999, 2016 y 2023) |
| 9°  | Países Bajos | -                                       | 1 (2002)        | 1 (2005)              |
| 10° | Suiza        | -                                       | -               | 2 (1993 y 1995)       |
| 11° | Suecia       | -                                       | -               | 1 (2002)              |
| 12° | Bélgica      | -                                       | -               | 1 (2008)              |